# Saint-Michel (Burkina Faso)
Pour les articles homonymes, voir Saint-Michel.
Saint-Michel est un village du département et la commune rurale de Kouka, situé dans la province des Banwa et la région de la Boucle du Mouhoun au Burkina Faso.

## Géographie

### Démographie
- En 2003, le village comptait 667 habitants estimés[2].
- En 2006, le village comptait 764 habitants recensés[1]